# Björna 206:1
Björna 206:1 är en av två samiska härdar vid Jonketjärnen söder om Lägstaån i Björna, i Örnsköldsviks kommun och har tillhört en boplats. Härden  upptäcktes av Bernt Ove Viklund 1988 och inventerades 1991.

## Beskrivning
Härden är oval 1,2 x 0,8 meter och 10 centimeter hög i öst-västlig riktning. Kring kanten finns sex synliga stenar, som sticker upp 5-10 centimeter. Härden är belägen på en platå vid Jonketjärnen på torr tallskogsmark strax ovanför strandkanten. Kolprov togs ur härden hösten 1990 av Länsmuseet Murberget.

## Fotnoter
1. ↑  Enligt Riksantikvarieämbetets definition är en härd en avgränsad eldplats som anlagts utomhus eller inne i kåta, hydda eller hus.[1]